# Kevin Lafrance
Kevin Piere Lafrance (Bondy, 13 de janeiro de 1990) é um futebolista Haitiano que atua como zagueiro. Atualmente está sem clube.